# متا پلتفرمز
مِتا پلتفرمز (به انگلیسی: Meta Platforms) با نام تجاری متا، شرکت فناوری خوشه‌ای چندملیتی آمریکایی مستقر در منلو پارک، در ایالت کالیفرنیا است. متا در سال ۲۰۰۴ توسط مارک زاکربرگ، ادواردو ساورین، داستین موسکوویتز و کریس هیوز بنیان‌گذاری شد. این شرکت تا پیش از سال ۲۰۲۱ با نام شرکت فیس‌بوک (به انگلیسی: Facebook, Inc.) فعالیت می‌کرد.
در مجموع ۲٫۸ میلیارد نفر در جهان، کاربر چهار برنامه پرطرفدار متعلق به شرکت متا یعنی اینستاگرام، واتس‌اپ، فیس‌بوک و فیس‌بوک مسنجر هستند.
در ۵ اکتبر ۲۰۲۱ به علت از دسترس خارج شدن فیس‌بوک به مدت ۶ ساعت در تمام جهان با ضرر ۹۶۸ میلیون دلاری و ریزش بیش از ۱۶ میلیارد دلار ارزش سهام خود مواجه شدپ. علت این اختلال ۶ ساعته مشکل در DNS فیس‌بوک اعلام شد. اما وزارت دفاع آمریکا حمله سایبری به این شبکه را محتمل دانست.
متا پلتفرمز، محصولات و خدمات دیگری از جمله فیس‌بوک، فیس‌بوک مسنجر، فیس‌بوک واچ و پورتال فیس‌بوک را در اختیار دارد. همچنین اوکلوس، گیفی و میپلاری را خریداری کرده و ۹۹٫۹ درصد از سهام جیو پلتفرمز را نیز در اختیار دارد

## مدیریت
پست‌های کلیدی مدیریتی متا شامل موارد زیر است:
- مارک زاکربرگ، رئیس و مدیر اجرایی ارشد
- شریل سندبرگ، مدیر عملیات
- مایک شروپفر، مدیر ارشد فناوری
- دیوید وهنر، مدیر ارشد مالی
- کریس کاکس، مدیر ارشد محصول[۲]

## هیئت مدیره
در ژانویه ۲۰۲۲ هیئت مدیره از اداره کنندگان زیر تشکیل شده‌است؛
- مارک زاکربرگ (رئیس، بنیان‌گذار و مدیر اجرایی ارشد)
- شریل سندبرگ (مدیر عملیات ارشد و اداره کننده اجرایی)
- پگی الفورد (اداره کننده غیراجرایی، نایب رئیس اجرایی، فروش جهانی، پی‌پل)
- مارک اندریسن (اداره کننده غیراجرایی، هم بنیانگذار و شریک عمومی، اندریسن هوروویتز)
- درو هیوستون (اداره کننده غیراجرایی، رئیس هیئت مدیره و مدیر ارشد اجرایی، دراپ‌باکس)
- ننسی کیلفر (اداره کننده غیراجرایی، شریک ارشد، مکینزی اند کامپنی)
- رابرت ام. کیمیت (اداره کننده غیراجرایی، مشاور ارشد بین‌الملل، WilmerHale)
- پیتر تیل (اداره کننده غیراجرایی، هم بنیانگذار و مدیر ارشد اجرایی سابق پی‌پل، مؤسس و رئیس، کلاریوم کپیتال)
- تریسی ترویس (اداره کننده غیراجرایی، نایب رئیس اجرایی، مدیر ارشد مالی، استه لودر)
- تونی شو (اداره کننده غیراجرایی، رئیس هیئت مدیره و مدیر ارشد اجرایی، دوردش)

## محصولات
- فیس‌بوک
- اینستاگرام
- تردز
- مسنجر
- واتس‌اپ
- اوکولس
- مپیلاری
- ورک‌پلیس
- پورتال
- دیم

## جریمه ۱/۳ میلیارد دلاری
در مه ۲۰۲۳ متا به دلیل انتقال غیرقانونی داده از اروپا به آمریکا ۱/۳ میلیارد دلارجریمه شد. با اینکه دادگاه اتحادیه اروپا در سال ۲۰۲۰ توافق تبادل داده آمریکا و اروپا را بی‌اعتبار اعلام کرد اما متا به انتقال اطلاعات بر پایه آن قانون ادامه داد. کمسیونر حفاظت از داده‌های جمهوری ایرلند، متا را در نقض قوانین اتحادیه اروپا در حفاظت از اطلاعات و داده‌ها مجرم شناخته شد و این جریمه را تعیین کرد. همچنین دستگاه‌های امنیتی و اطلاعاتی آمریکا می‌توانند از طریق داده‌های متا به اطلاعات کاربران در اروپا دسترسی پیدا کنند.